# Coptophalangium
Coptophalangium is een geslacht van hooiwagens uit de familie Phalangiidae (Echte hooiwagens).
De wetenschappelijke naam Coptophalangium is voor het eerst geldig gepubliceerd door W. Starega in 1984. 

## Soorten
Coptophalangium is monotypisch en omvat slechts de volgende soort:
- Coptophalangium buniger